# 허슬 (드라마)
《허슬》(Hustle)은 영국 BBC 텔레비전 드라마 시리즈로 영화사 Kudos Film & Television가 제작하여 2004년부터 2012년까지 BBC One에서 방영하였다.
드라마는 사기 예술가(con artists)로 불리는 조직 5인조 사기단의 이야기를 담고 있다. 주인공들은 부정직하거나 탐욕스럽고 가난한 사람들을 착취하는, 비열한 갑부들을 목표물로 잡고 어마어마한 규모의 돈을 뜯어 낸다.